# Переправа на пароме (картина ван де Велде)
«Переправа на пароме» (нидерл. Het pontveer) — картина нидерландского художника Эсайаса ван де Велде, написанная в 1622 году. Картина находится в Государственном музее в Амстердаме.

## Описание
На этой картине изображены зелёные долины, прямой горизонт, облака и вода. Здесь отражён типичный голландский пейзаж, с гребными лодками и паромом. Ван де Велде удалось красиво запечатлеть момент переправы: пассажиры, коровы и лошадь, а также тележку на барже, которую подталкивают шестами паромщики, пока люди стоят и ждут у края воды, на обеих берегах. На заднем плане изображена верфь и плывущая лодка, церковь и ветряная мельница, которые отражаются в воде.
Эсайас ван де Велде написал этот известный речной пейзаж в 1622 году. Это произведение, в котором мастерски передана безмятежная деревенская атмосфера голландского посёлка. Создание картины «Переправа на пароме» сделало Ван де Велде законодателем долгой традиции изображения голландских речных пейзажей.